# ヤワル・ワカ

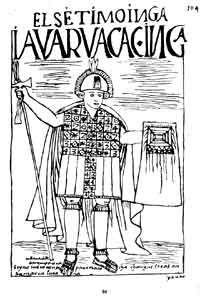
ヤワル・ワカ

ヤワル・ワカ（英: Yahuar Huacac、ケチュア語: Yawar Waqaq＝血の涙を流す者、生没年不詳、在位1380年頃～1410年頃）は、クスコ王国の7代サパ・インカ（皇帝）（上王朝2代目）である。父は6代サパ・インカであるインカ・ロカ、王妃にトカイ・カパクの娘ママ・チクャ、子に8代ウィラコチャがいる。
彼の名前が示すとおり、8歳のときにクスコ近郊の有力部族であったアヤルマカ族に誘拐され、苦境に血の涙を流したという。 最終的にアヤルマカ族の愛人のひとりの助けで逃亡した。 
この時期、ケチュア族（＝インカ族）はチャンカ族（中心都市はアバンカイ、現アプリマク県周辺）との最終戦の最中であった。
『インカ皇統記』の著者インカ・ガルシラーソ・デ・ラ・ベーガなどによると、彼は怒り狂ったチャンカ族から攻撃されたときに首都クスコを放棄したが、息子のウィラコチャが敵を打ち負かし都市を救ったという。しかしこのような記述は少数派であり、『ペルー年代記』の作者シエサ・デ・レオンやホアン・デ・ベタンソスなど多数の年代記作者は、ウィラコチャがクスコを放棄し、彼の息子パチャクテクが救国の英雄だとしている。
他の歴代皇帝と異なり、彼は自らの宮殿の建設すらしておらず、クスコにおいて皇帝に期待されていた建設工事をわずかしかしていないように見える。 